# (30440) Larry
(30440) Larry (2000 MG) – planetoida z pasa głównego asteroid okrążająca Słońce w ciągu 5,17 lat w średniej odległości 2,99 j.a. Odkryta 22 czerwca 2000 roku.